# Sirimeghavanna
Sirimeghavanna est un roi du royaume d'Anuradhapura, dans l'actuel Sri Lanka.

### Source historique
- Culavamsa, récits en pali de l'histoire du Sri Lanka entre le IVe siècle à 1815.